# Cernita
La cernita  è uno schema enigmistico fondato su meccanismi di doppio scarto e anagramma. In un certo senso può essere considerata l'ultima evoluzione della famiglia dei biscarti, ma la sua logica complessa stravolge completamente la linearità di questi. La cernita, infatti, consiste sì nello scartare coppie di elementi tra parole o frasi per ottenere un'altra parola o frase, ma si tratta di lettere prese casualmente a due a due, e non di sequenze ordinate; inoltre la parola o la frase che costituisce il totale non è, a sua volta, letta in un ordine rigoroso bensì ricavata dall'anagramma delle lettere restanti.
Lo schema fu inventato da Guido Iazzetta, fondatore e direttore della rivista classica La Sibilla, nel 1975. Per sua natura la cernita può essere sfruttata anche nei giochi in versi, ma trova il suo principale utilizzo nelle crittografie, in forma di cernita totale: in questo caso la frase da trovare è unica, poiché scartando le lettere a coppie non resta niente.

## Esempi
- cani / gatto = cigno
- quaderno a quadretti = noia
- lì calan la bara con il morto = tomba
- io non stimo me stesso (cernita totale)